# Nationaal Songfestival 1957
Het Nationaal Songfestival 1957 was de Nederlandse voorronde voor het Eurovisiesongfestival van dat jaar. Het werd gehouden op 3 februari in de AVRO-studio in Hilversum. Ook deze tweede editie van het Nationaal Songfestival werd gepresenteerd door Karin Kraaykamp.

## Nationaal Songfestival 1957
Net als in 1956, hield de Nederlandse omroep NTS het  Nationaal Songfestival om de Nederlandse act voor het songfestival te kiezen. Er werden acht liedjes gezongen. Er streden vier artiesten voor de overwinning, elk van die artiesten zong twee liedjes. Corry Brokken was de enige artiest van het vorige Nationaal Songfestival die nog een keer meedeed. Het winnende lied wordt gekozen door het publiek dat de liedjes per briefkaart kon beoordelen. Het festival was in zijn begin jaren erg succesvol, alleen al in 1956, werden 6694 stemmingspostkaarten geteld. Het winnende lied van dit jaar ontving 6927 kaarten; De top vier ontving in totaal 14858 postkaarten. Ook dit jaar werd de show gepresenteerd door  Karin Kraaykamp. Corry Brokken, die Nederland in 1956 vertegenwoordigde was ook nu duidelijk de winnaar. Haar liedjes eindigde eerste en tweede. Marcel Thielemans werd derde en vierde. Het winnende lied was “Net als toen” en werd de derde Nederlandse inzending op het Eurovisiesongfestival. 
Ook het nationaal songfestival in 1957 kende zijn relletje. In totaal waren er acht geschikte liedjes uitgekozen, terwijl er maar drie artiesten, Marcel Thielemans, John de Mol en Corry Brokken, waren geselecteerd. De selectiecommissie besloot op zoek te gaan naar een vierde kandidaat. Een van de leden stelde Heya Ruys voor, die onder de naam Heya Sury zou gaan deelnemen. Wat de overige leden van de selectiecommissie echter niet wisten, was dat Heya de vrouw van het betreffende lid was. Uiteindelijk mocht Heya deelnemen aan de nationale finale, maar erg veel succes had ze niet. Ze bezette met haar twee liedjes de twee laatste plaatsen

### Uitslag
| # | Artiest           | Lied (Muziek/Tekst)                             | Stemmen | Plaats |
| - | ----------------- | ----------------------------------------------- | ------- | ------ |
| 1 | Hea Sury          | "De bromtol" (Melle Wiersma/Willy van Hemert)   | 532     | 7e     |
| 2 | Hea Sury          | "Een liedje van niets" (Jelle de Vries)         | 140     | 8e     |
| 3 | John de Mol       | "Havannah is zo ver" (Jan Mol)                  | 814     | 6e     |
| 4 | John de Mol       | "Hiep hiep hiep hoera" (Jan Mol)                | 819     | 5e     |
| 5 | Marcel Thielemans | "Ik weet nog goed" (Pi Scheffer/Alexander Pola) | 965     | 4e     |
| 6 | Corry Brokken     | "Iwan" (Pi Scheffer/Alexander Pola)             | 4692    | 2e     |
| 7 | Corry Brokken     | "Net als toen" (Guus Jansen/Willy van Hemert)   | 6927    | 1e     |
| 8 | Marcel Thielemans | "Simpe sampe sompe" (Joh Steggerda)             | 2544    | 3e     |

1956 · 1957 · 1958 · 1959 · 1960 · 1961 · 1962 · 1963 · 1964 · 1965 · 1966 · 1967 · 1968 · 1969 · 1970 · 1971 · 1972 · 1973 · 1974 · 1975 · 1976 · 1977 · 1978 · 1979 · 1980 · 1981 · 1982 · 1983 · 1984 · 1986 · 1987 · 1988 · 1989 · 1990 · 1992 · 1993 · 1994 · 1996 · 1997 · 1998 · 1999 · 2000 · 2001 · 2003 · 2004 · 2005 · 2006 · 2007 · 2008 · 2009 · 2010 · 2011 · 2012